# إيرنست غراهام
إيرنست غراهام (بالإنجليزية: Earnest Graham)‏ هو لاعب كرة قدم أمريكية أمريكي، ولد في 15 يناير 1980 في نيبلز في الولايات المتحدة.

## وصلات خارجية
- إيرنست غراهام على موقع مرجع كرة القدم المحترفة.كوم (الإنجليزية)